# 坂上峯雄
坂上 峯雄（さかのうえ の みねお）は、平安時代初期から前期にかけての貴族。名は岑雄とも記される。右兵衛督・坂上広野の子。官位は従五位下・上野介。

## 経歴
文徳朝末の斉衡4年（857年）従五位下に叙爵し、翌天安2年（858年）に侍従に任ぜられる。清和朝でも引き続き侍従を務めるが、貞観5年（863年）上野介として地方官に転じた。

## 官歴
『六国史』による。
- 時期不詳：正六位上
- 斉衡4年（857年） 正月7日：従五位下
- 天安2年（858年） 6月14日：侍従
- 貞観5年（863年） 2月10日：上野介

## 系譜
- 父：坂上広野[1]
- 母：不詳
- 妻：不詳
  - 男子：坂上峯益[1]